# Ciąg (matematyka)
Ciąg – przyporządkowanie wszystkim kolejnym liczbom naturalnym (czasami ograniczonych do liczb nie większych niż {\displaystyle n}) elementów z pewnego ustalonego zbioru. W przypadku bez ograniczeń jest to ciąg nieskończony, a w przeciwnym – ciąg skończony lub {\displaystyle n}-elementowy.
Każdej liczbie naturalnej {\displaystyle i} jest przyporządkowywany tylko jeden element, oznaczany zwykle {\displaystyle a_{i}.} Elementy {\displaystyle a_{1},a_{2},\dots } zwane są zwykle wyrazami ciągu. W odróżnieniu od elementów zbioru, kolejność wyrazów ciągu jest istotna, a ta sama wartość może wystąpić w ciągu wielokrotnie. Rozważając kilka ciągów równocześnie, kolejne z nich oznacza się najczęściej według alfabetu, natomiast ich wyrazy zapisywane są wówczas jako {\displaystyle b_{i},c_{i}} itd.

## Definicja i oznaczenia
W szerszym sensie ciąg to dowolna funkcja {\displaystyle a\colon I\to X} określona na dowolnym zbiorze {\displaystyle I} izomorficznym w sensie struktury porządkowej z pewnym podzbiorem zbioru liczb naturalnych i o wartościach należących do pewnego zbioru {\displaystyle X}. Zbiór {\displaystyle I} nazywa się zbiorem wskaźników lub indeksów, a jego elementy – wskaźnikami bądź indeksami. Jeśli zbiór wskaźników jest skończony, to sam ciąg również nazywa się skończonym. Jeśli zbiór {\displaystyle I} nie jest skończony, to ciąg nazywa się nieskończonym.
Wartości funkcji {\displaystyle a} nazywa się wyrazami bądź elementami ciągu i w miejsce tradycyjnego zapisu {\displaystyle a(n)} stosuje się zwykle zapis {\displaystyle a_{n}.} Sam ciąg oznacza się zazwyczaj nie za pomocą symbolu funkcji, tutaj {\displaystyle a,} lecz dłuższej notacji {\displaystyle (a_{n})_{n\in I}} lub krótszych jej wariantów {\displaystyle (a_{n})_{n}} oraz {\displaystyle (a_{n}),} gdzie napis w nawiasie nazywa się wyrazem ogólnym ciągu; w tej roli, zamiast symbolu {\displaystyle a_{n}} może wystąpić wzór na obliczanie {\displaystyle a_{n}} dla danego {\displaystyle n.} Niekiedy zamiast nawiasów okrągłych stosuje się nawiasy klamrowe, np. {\displaystyle \{a_{n}\}_{n\in I}} – choć może to powodować kolizję z takim oznaczeniem zbioru elementów {\displaystyle a_{n},} który nie jest tym samym co ciąg.
Zwykle przyjmuje się {\displaystyle I=\{1,\dots ,k\}} (bądź od zera) w przypadku skończonym i pisze często {\displaystyle (a_{n})_{n=1}^{k}} oraz {\displaystyle I=\mathbb {N} } w przypadku nieskończonym i zapisuje {\displaystyle (a_{n})_{n=1}^{\infty }} (lub od zera, w zależności od przyjętej definicji liczb naturalnych).

## Przykłady
- skończony ciąg pięciu liczb naturalnych: {\displaystyle 10,\ 2,\ 3,\ 0,\ 12}
- nieskończony ciąg stały: {\displaystyle 5,\ 5,\ 5,\ ,\dots }
- nieskończony ciąg: {\displaystyle 1,\ -1,\ 1,\ -1,\dots }
- nieskończony ciąg kolejnych liczb pierwszych: {\displaystyle 2,\ 3,\ 5,\ 7,\ 11,\ 13,\ 17,\ 19,\ 23,\dots }
- nieskończony ciąg następujących liczb wymiernych: {\displaystyle {\tfrac {1}{1}},{\tfrac {1}{2}},{\tfrac {1}{3}},{\tfrac {1}{4}},\dots }
- skończony ciąg wielkich liter alfabetu łacińskiego: {\displaystyle A,\ B,\ C,\dots ,\ Z}

## Określanie
Wiele ciągów można zdefiniować na kilka równoważnych sposobów, dlatego wybór sposobu zależy zwykle od zastosowań. Należy mieć przy tym świadomość, że liczba tych ciągów, które można opisać za pomocą jednego z poniższych sposobów, jest znikoma, choć nieskończona w porównaniu do wszystkich możliwych ciągów {\displaystyle I\to X,} gdzie {\displaystyle I,X} są ustalonymi zbiorami nieskończonymi. Wynika to z faktu, iż liczba wszystkich możliwych do zapisania formuł jest co najwyżej przeliczalna, natomiast zbiór wszystkich ciągów jest nieprzeliczalny.

### Podanie wzoru na wyraz ogólny
Jeżeli wyraz ogólny {\displaystyle a_{n}} jest (względnie nieskomplikowaną) funkcją wskaźnika {\displaystyle n,} np.
{\displaystyle a_{n}=n-2} lub {\displaystyle a_{n}=3^{n},} czy {\displaystyle a_{n}=\sin 1/n,}
to ciąg można określić, wskazując ten związek, np.
{\displaystyle a=(n-2)_{n=1}^{\infty },\quad (a_{n})=(3^{n})_{2}^{7},\quad (a_{n})_{n\in \mathbb {N} }=(\sin 1/n)_{n}.}

### Wskazanie wyrazów
Jeśli ciąg jest skończony i ma niewiele wyrazów, to najszybszą metodą jest zwykle podanie tych wyrazów (jak to uczyniono w pierwszym przykładzie we wstępie). Jeśli wyrazów jest więcej, to zwykle korzysta się z domyślności czytelnika względem wzoru na wyraz ogólny, z tego powodu reguła wiążąca wskaźnik z wyrazem o tym wskaźniku powinna być w tym wypadku szczególnie prosta, np.
{\displaystyle \left((-1)^{k}\right)_{k=1}^{9}=(-1,+1,-1,+1,-1,+1,-1,+1,-1).}
Jeżeli wyrazów jest więcej, to wypisanie kilku początkowych i końcowych wyrazów zwykle wystarcza do odgadnięcia postaci ciągu, np.
{\displaystyle (1,3,5,7,\dots ,97,99)=(2l-1)_{l=1}^{50}.}
Podobnie w przypadku ciągów nieskończonych, w przypadku których ze względu na niemożliwość wskazania końca zapisuje się tylko wyrazy początkowe:
{\displaystyle (1,4,9,16,25,36,\dots )=\left(m^{2}\right)_{m=1}^{\infty }.}

### Określenia rekurencyjne
Definicja rekurencyjna jest to definicja, w której w wyrażeniu definiującym obok symbolu zmiennej {\displaystyle n} występuje symbol definiowanego ciągu – jest to więc równanie funkcyjne. W praktyce oznacza to, że wyraz ciągu zależy nie tylko od zmiennej {\displaystyle n,} ale także jednego lub kilku wyrazów poprzednich.
Przykładem ciągu, w którym każdy wyraz zależy od dwóch poprzednich wyrazów, jest ciąg Fibonacciego dany wzorem
{\displaystyle a_{n}=a_{n-1}+a_{n-2}} dla {\displaystyle n>1,}
przy czym {\displaystyle a_{0}=0} oraz {\displaystyle a_{1}=1.} Oczywiście dany wyraz może zależeć od jednego wyrazu, np. ciąg kolejnych silni można zadać wzorem:
{\displaystyle a_{k}=ka_{k-1},}
z warunkiem {\displaystyle a_{0}=1,} jak i od wszystkich poprzednich wyrazów ciągu, np. ciąg liczb Bernoulliego zadaje się równaniem
{\displaystyle B_{m}=-\sum _{k=0}^{m-1}{\binom {m}{k}}{\frac {B_{k}}{m-k+1}}} dla {\displaystyle m>0,}
gdzie {\displaystyle B_{0}=1.}
Ciąg naprzemienny dany wzorem {\displaystyle a_{k}=(-1)^{k}} można zdefiniować rekurencyjnie jako
{\displaystyle a_{k}=-a_{k-1}} dla {\displaystyle k>0,}
przyjmując {\displaystyle a_{0}=1.} Z drugiej strony często pożądana jest definicja jawna (nierekurencyjna) ciągów określonych rekurencyjnie, ma ją np. wyżej wspomniany ciąg liczb Bernoulliego:
{\displaystyle B_{m}=\sum _{k=0}^{m}\sum _{n=0}^{k}(-1)^{n}{\binom {k}{n}}{\frac {n^{m}}{k+1}}.}
Do definiowania ciągu niekiedy wykorzystuje się inny wcześniej dany ciąg; przykładami mogą być opisane dalej szeregi czy iloczyny nieskończone, których wyrazy zależą od poprzedniego i wyrazu o tym samym wskaźniku innego ciągu.
Definicje rekurencyjne są bardziej „eleganckie” od wzoru na wyraz ogólny, lecz cechuje je zwykle duża złożoność obliczeniowa.

### Definicje opisowe
Słowny opis wyrazów ciągów jest często łatwiejszy niż wymienione wyżej metody, a bywa jedynym z możliwych. Zawsze jednak, gdy to możliwe, definicję formalizuje się w postaci jednej z powyższych metod. Aby jednak taka metoda była użyteczna w zastosowaniach, musi być wystarczająco prosta. Często wystarczy ograniczyć się do funkcji elementarnych, jednak najbardziej naturalną klasą funkcji zdają się być funkcje obliczalne, czyli te, dla których istnieje reguła wyliczania jej kolejnych wartości dla kolejnych wskaźników. Niezależnie od tego wykorzystuje się także funkcje rozważane w analizie matematycznej, które umożliwiają w dość zwięzły sposób zdefiniowanie trudnych w innym opisie ciągów, np. funkcja π (pi), która ustala liczbę liczb pierwszych nie większych od danej, definiuje ciąg
{\displaystyle (0,1,2,2,3,3,4,4,4,\dots )}
czy funkcja ζ (zeta/dzeta), która pozwala równoważnie zdefiniować wyżej opisany ciąg liczb Bernoulliego.

## Własności
Ponieważ ciągi definiuje się jako funkcje, to do ich określania stosuje się pojęcia związane z funkcjami, np. ciąg stały, ciąg monotoniczny (rosnący, malejący, niemalejący, nierosnący) czy ciąg ograniczony.
Jeśli struktura określona na zbiorze elementów ciągu umożliwia mówienie o granicy ciągu, np. struktura metryczna, to ciąg, który ma granicę (właściwą) nazywa się zbieżnym, a w przeciwnym wypadku mówi się, iż jest on rozbieżny. Ciąg spełniający tzw. warunek Cauchy’ego, czyli ciąg, którego wyrazy „zbliżają się” do siebie, nazywa się ciągiem Cauchy’ego.
O ciągach zbiorów można powiedzieć, że są zstępujące lub wstępujące w zależności od tego, czy kolejne wyrazy (zbiory) ciągu zawierają się w poprzedzającym, czy w kolejnym.

## Rodzaje
W przypadku, gdy elementy należą do pewnego ciała (np. liczb wymiernych czy rzeczywistych), można wyróżnić następujące ważne rodzaje ciągów:
- arytmetyczny z parametrami: różnicą {\displaystyle r} oraz wyrazem początkowym {\displaystyle a_{1},}
{\displaystyle a_{k}=a_{k-1}+r} w postaci rekurencyjnej,
{\displaystyle a_{k}=a_{1}+(k-1)r} w postaci jawnej,
- geometryczny z parametrami: ilorazem {\displaystyle q} i wyrazem początkowym {\displaystyle a_{1},}
{\displaystyle a_{l}=a_{l-1}q} w postaci rekurencyjnej,
{\displaystyle a_{l}=a_{1}q^{l-1}} w postaci jawnej.

Szereg definiuje się rekurencyjnie jako ciąg {\displaystyle (s_{m})} zależny od ciągu {\displaystyle (a_{n})} według reguły
{\displaystyle s_{m}=s_{m-1}+a_{m},}
gdzie {\displaystyle s_{1}=a_{1}.} W postaci jawnej zapisuje się go zwykle jako ciąg tzw. sum częściowych
{\displaystyle s_{m}=\sum _{n=1}^{m}a_{n}=a_{1}+a_{2}+\ldots +a_{m},}
co tylko pozornie omija rekurencyjną naturę definicji. Jeżeli {\displaystyle a_{n}} jest ciągiem funkcyjnym, to szereg również nazywa się szeregiem funkcyjnym.
Podobnie definiuje się iloczyny nieskończone jako ciągi {\displaystyle (p_{m})} zależne od ciągów {\displaystyle (a_{n})} w następujący sposób:
{\displaystyle p_{n}=p_{n-1}a_{n},}
przy czym {\displaystyle p_{1}=a_{1}.}
Stosuje się też różne nazwy ciągu stosownie do zbioru jego elementów: w przypadku zbioru liczb mówi się o ciągach liczbowych bądź bardziej precyzyjnie, np. w przypadku zbioru liczb całkowitych, rzeczywistych czy zespolonych, ciąg nazywa się odpowiednio ciągiem całkowitoliczbowym, rzeczywistym i zespolonym. Jeśli elementami zbioru są funkcje, to ciąg nazywa się ciągiem funkcyjnym. Ciąg powstały poprzez wybranie elementów danego nazywa się podciągiem.

## Przestrzenie ciągów
Jeśli zbiór {\displaystyle K} z odpowiednimi działaniami jest ciałem, a {\displaystyle I} jest pewnym zbiorem wskaźników, to {\displaystyle K^{I}} oznacza zbiór ciągów {\displaystyle I\to K.} Można tam określić działania, wprowadzając tym samym pewną strukturę algebraiczną bądź wprowadzić w niej metrykę wprowadzającą strukturę topologiczną.

### Dodawanie
Sumę dwóch ciągów definiuje się zwykle jako ciąg o wyrazach będących sumą odpowiednich wyrazów tych ciągów,
{\displaystyle (a_{n})+(b_{n}):=(a_{n}+b_{n}).}
Wśród ciągów o elementach z ustalonego ciała można wyróżnić ciąg stale równy zeru, który pełni rolę elementu neutralnego dodawania ciągów.
Dla danego ciągu można również wyróżnić element przeciwny, będący ciągiem o wyrazach przeciwnych do danego, czyli
{\displaystyle -(a_{n}):=(-a_{n}).}
Działanie to prowadzi do określenia odejmowania i wprowadzenia struktury grupy (przy czym można je określić na ciągach elementów z uboższej struktury algebraicznej, np. grupy i dalej uogólniać).

### Mnożenie
Mnożenie dwóch ciągów
{\displaystyle (a_{n})(b_{n}):=(c_{n})}
można określić jako
{\displaystyle c_{n}=a_{n}b_{n},}
co czyni z {\displaystyle K^{I}} pierścień (z dzielnikami zera).
Przyjęcie definicji Cauchy’ego (wariantu splotu dyskretnego, por. mnożenie Cauchy’ego szeregów i macierzy)
{\displaystyle c_{n}=\sum _{k=1}^{n}a_{k}b_{n+1-k},}
przy założeniu, że zbiór wskaźników {\displaystyle I=\mathbb {N} } zadaje w {\displaystyle K^{I}} strukturę pierścienia bez dzielników zera. Struktura ta jest izomorficzna z sumą prostą {\displaystyle I} egzemplarzy {\displaystyle K.} Można w niej zanurzyć pierścień wielomianów o współczynnikach z {\displaystyle K.}

### Mnożenie przez skalar
Działanie mnożenia ciągu przez ustalony element z ciała (mnożenie przez skalar)
{\displaystyle c(a_{n}):=(ca_{n})}
czyni z {\displaystyle K^{I}} wraz z dodawaniem przestrzeń liniową (jeśli rozpatruje się ciągi o elementach z ciała) lub moduł (jeśli elementy ciągów pochodzą z pierścienia) nad {\displaystyle K.} Jeśli {\displaystyle I} jest skończony, to {\displaystyle K^{I}} z działaniami dodawania ciągów i mnożenia ich przez skalar nazywa się przestrzenią współrzędnych.

### Struktura topologiczna
W przestrzeni liniowej ciągów o elementach z ciała {\displaystyle K} można określić strukturę przestrzeni unormowanej. Klasa norm postaci
{\displaystyle \left\|(a_{n})\right\|_{p}=\left(\sum _{n=1}^{\infty }|a_{n}|^{p}\right)^{1/p}}
umożliwia wyróżnienie podprzestrzeni tych ciągów, dla których norma {\displaystyle \left\|(a_{i})\right\|} jest skończona, co czyni z {\displaystyle K^{I}} przestrzeń Banacha.